# Batina marginalis
Batina marginalis là một loài bướm đêm trong họ Noctuidae.